# Boys (Summertime Love)
"Boys (Summertime Love)", popularmente conhecida como "Boys, Boys, Boys", é uma canção gravada pela cantora italiana Sabrina Salerno, lançada originalmente em maio de 1987 como o terceiro single de seu álbum homônimo. A canção alcançou grande sucesso em muitos países europeus, incluindo França e Suíça, onde ficou em primeiro lugar. Foi o primeiro single de Sabrina a ser lançado no Reino Unido, onde alcançou o número 3 em junho de 1988.
Na França, a música foi um grande sucesso, permanecendo por cinco semanas no primeiro lugar. O single estreou no número 29 e permaneceu no SNEP Singles Chart da França por 25 semanas (de 12 de dezembro de 1987 a 28 de maio de 1988), e depois recebeu certificado de ouro pelo SNEP, o single foi o primeiro número um de um artista italiano.[carece de fontes?] De acordo com o site da Infodisc, a música é o 292º single mais vendido de todos os tempos na França, com 683.000 cópias vendidas.
A canção também alcançou o top 10 na Áustria, Bélgica, Finlândia, Alemanha, Irlanda, Holanda, Noruega, Espanha e Suécia, enquanto alcançou o número 3 no Eurochart Hot 100. Fora do continente europeu, "Boys (Summertime Love)" alcançou o número 11 na Austrália e número 6 na África do Sul. A canção foi relançada como uma versão remixada duas vezes: na França em 1995, renomeada de "Boys '95", e em 2003 de "Boys Boys Boys (The Dance Remixes)".

## Videoclipe
Parte do sucesso da música se deve ao videoclipe, filmado no hotel Florida em Jesolo (Veneza, Itália). Nele, Sabrina está dançando em uma piscina, enquanto a parte de cima do biquíni fica deslizando para baixo, revelando repetidamente partes variadas de seus mamilos. Como resultado, a BBC adicionou tarjas pretas ao redor da imagem quando o vídeo foi ao ar no Top of the Pops  em junho de 1988, efetivamente cortando-o em widescreen.[carece de fontes?] Apesar disso, o videoclipe continua a ser um dos mais baixados da Internet.
Durante uma entrevista com Nino Firetto no programa Music Box do Super Channel no final de 1988, Sabrina explicou que o vídeo de "Boys" foi originalmente criado para ser um segmento de um programa de revista. Essa foi a explicação de Sabrina de por que seu estilo combinava mais com os programas de revistas italianas da época (mais abertamente sexualizado) do que com o videoclipe tradicional.

## Lista de Faixas
7" single Chic
1. "Boys (Summertime Love)" – 3:56
2. "Get Ready (Holiday Rock)" – 3:20

7" single Dureco Benelux
1. "Boys (Summertime Love)" – 3:30
2. "Get Ready (Holiday Rock)" – 3:30

12" single
1. "Boys (Summertime Love)" (Extended mix) – 5:40
2. "Boys (Summertime Love)" (Dub version) – 5:35
3. "Get Ready (Holiday Rock)" – 3:30

12" single (remix)
- A: "Boys (Summertime Love)" (Remix – Wally Brill) 8:43
- B: "Boys (Summertime Love)" (Dub Version) 5:40

CD single – 1995 release
1. "Boys '95" (Radio Lovers remix) – 5:36
2. "Boys '95" (N.Y.D.P. mix) – 3:40

## Desempenho nas paradas musicais
| Parada musical (1987 - 1988)               | Melhor posição |
| ------------------------------------------ | -------------- |
| Austrália - (ARIA)                         | 11             |
| Áustria - (Ö3 Austria Top 40)              | 5              |
| Bélgica - (Ultratop 50 Flanders)           | 2              |
| Dinamarca - (IFPI)                         | 7              |
| União Europeia - (Eurochart Hot 100)       | 3              |
| Finlândia - (Suomen virallinen lista)      | 2              |
| França - (SNEP)                            | 1              |
| Alemanha - (Official German Charts)        | 2              |
| Irlanda - (IRMA)                           | 3              |
| Países Baixos - (Dutch Top 40)             | 5              |
| Noruega - (VG-lista)                       | 3              |
| Espanha - (AFYVE)                          | 3              |
| Suécia - (Sverigetopplistan)               | 5              |
| Suíça - (Schweizer Hitparade)              | 1              |
| Reino Unido - (The Official Chart Company) | 3              |

## Outras Versões
- O single de estreia da cantora japonesa Aya Sugimoto em 1988 foi uma versão da canção. Uma versão alternativa, usando a letra original (em inglês) e intitulada "Boys (Tokyo Mix)", aparece no álbum de estreia de Sugimoto, Aya.
- Em 1989 e 2013, respectivamente, os cantores cantoneses Yolinda Yan e Hacken Lee fizeram uma versão da música em cantonês.
- Em 1994, a música foi tocada pela banda francesa de punk/rock alternativo Ludwig von 88 em seu álbum 17 plombs pour péter les tube.
- O grupo The Cheeky Girls lançou uma versão da música chamada "Boys and Girls (Christmas Time Love)".
- Em 1994, o filme de Bollywood Khuddar fez uma versão da música. Duas versões foram lançadas, "Sexy Sexy" e "Baby, Baby".
- Em 1999, a dupla sueca de eurodance Smile.dk faz uma referência para a canção no seu single "Boys".
- Em 2001, a música foi gravada pelo Rimini Project, um trio de dança com base na Áustria.
- Em 2007, a Banda Gay de música dance, Bearforce 1, realizou uma versão da música auto-intitulada de "Bearforce 1".
- Em 2010, a dupla da Eslováquia TWiiNS lançou uma versão da música, sob o título "Boys, Boys, Boys", com participação do rapper alemão Carlprit. O videoclipe da canção foi filmado na mesma piscina onde o vídeo original ocorreu, em Jesolo (Veneza, Itália).
- Em 2013, a música foi regida pela modelo e atriz georgiana Shorena Begashvili em um programa de TV georgiano.
- Em 2015, a dançarina de gelo russa que virou cantora Anna Semenovich gravou um remake da música com o membro do MBAND, Artyom Pindyura, e lançou como single.
- A música está no videogame Just Dance 2016, teve um cover do The Lemon Cubes.
- Em 2019, a música foi cantada pela equipe de natação do filme francês The Shiny Shrimps (francês: Les Crevettes pailletées).

## Ligações Externas
- Videoclipe da canção no YouTube